# Diagonal (Iowa)
Diagonal è una città della contea di Ringgold, Iowa, Stati Uniti. La popolazione era di 330 abitanti al censimento del 2010.
La comunità è stata chiamata così per il fatto che due ferrovie intersecano diagonalmente vicino al sito della città.

## Geografia fisica
Secondo lo United States Census Bureau, ha un'area totale di 0,90 mi² (2,33 km²).

## Società

### Evoluzione demografica
Secondo il censimento del 2010, la popolazione era di 330 abitanti.

### Etnie e minoranze straniere
Secondo il censimento del 2010, la composizione etnica della città era formata dal 97,9% di bianchi, lo 0,3% di afroamericani, l'1,8% di nativi americani, lo 0,0% di asiatici, lo 0,0% di oceanici, lo 0,0% di altre razze, e lo 0,0% di due o più etnie. Ispanici o latinos di qualunque razza erano lo 0,0% della popolazione.